# ルボミール・ヤンカリク
ルボミール・ヤンカリク（1987年8月17日 - ）は、チェコの卓球選手である。
JANCARIKはヤンチャジークとも表記。

## 概要
2016年当時、世界ランキング142位のヤンカリクはチェコの男子卓球選手の一員として大会に出場し、第1回戦でZokhid Kenjaevと対決して、4-2で敗北している。
その他にもオーストラリアンオープン2019、チャンピオンズリーグ、ワールドチームクオリフィケーションゲームズ、ジャーマンオープンなどに出場している。
最高順位の66位は2016年6月のもので、2019年以降は基本的に100位以内のラインで順位を保っている。